# 愛松建設
愛松建設株式会社（あいしょうけんせつ）は、愛知県稲沢市に本社を置く建設会社。戸建て住宅のリフォーム、新築注文住宅の建築、不動産仲介・買取などの事業をおこなっている。

## 沿革
- 1972年（昭和47年） - 創業。
- 1977年（昭和52年） - 設立。